# Boeromedusa auricogonia
Boeromedusa auricogonia ist eine im Meer lebende Art aus der Klasse der Hydrozoen (Hydrozoa). Es ist die einzige Art der Gattung Boeromedusa Bouillon, 1995, die wiederum die einzige Gattung der Familie der Boeromedusidae Bouillon, 1995 ist.

## Merkmale
Die Arten dieser Familie sind nur durch das Medusenstadium bekannt. Die Meduse weist auf dem Apex einen Fortsatz auf. Das Manubrium ist zylindrisch mit einem einfachen, röhrenförmigen Mund. Es sind vier radiale und vier ringförmige Kanäle vorhanden, am Schirmrand sitzen vier konische Knospen. Die Meduse hat nur vier einfache, hohle Tentakeln mit zahlreichen Nesselzellen-Ansammlungen, einschließlich einer eiförmigen Konzentration von Nesselzellen am Tentakelende. Die Gonaden sitzen in vier großen, perradialen Taschen auf der Außenseite des Manubrium. Diese hängen frei in den Innenraum der Subumbrella hinein. Es sind keine Ocelli vorhanden.

## Geographisches Vorkommen und Systematik
Die bisher einzige Art der Gattung Boeromedusa Bouillon, 1995, Boeromedusa auricogonia Bouillon, 1995 stammt von Neuseeland, etwa 41.7683° S und 171.4317° E aus 25 m Tiefe.

### Online
- Hydrozoa Directory